# Amhult

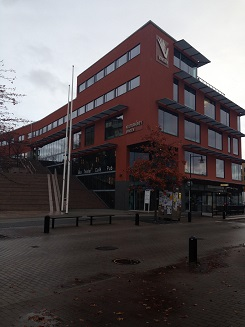
Stadsdelskontoret nära Amhults torg

Amhult är ett område i stadsdelen Torslanda, på Hisingen i Göteborgs kommun. Området bestod tidigare av en flygplats och några utspridda bondgårdar som efter 2004 har förvandlats till en helt ny stadsdel. Sedan dess har beskrivits som "en av Göteborgs mest expansiva stadsdelar för bostadsbebyggelse".

## Historia
Byn Almholt omnämns (i dativ Almholte) i den norska Biskop Eysteins jordebok. Den upprättades år 1388 och är Torslanda sockens äldsta skriftliga källa. Skriften omfattar Oslo stift dit Bohuslän och Torslanda tillhörde. Namnet Almholt tyder på att byn låg vid en liten almskog.
År 1977 lades Torslanda flygplats ned då passagerartrafiken flyttades till Landvetter flygplats. Två år senare, 1979, flyttades resterande, polisflyget och helikopterdivisionen till Säve flygplats, numera Göteborg City Airport.[källa behövs] År 2001 beslutades det att en helt ny stadsdel skulle byggas där den gamla flygplatsen låg. Arbetet inleddes tre år senare. År 2014 invigdes Amhults kyrka.
42 meter över marken på det så kallade Snäckeberget finns flygledartornet med sin karakteristiska koniska form med glaskupol. Efter att flygplatsen lades ner har flygledartornet använts som festlokal och är för närvarande under renovering.